# Dendrobium oligophyllum
Dendrobium oligophyllum är en orkidéart som beskrevs av François Gagnepain. Dendrobium oligophyllum ingår i släktet Dendrobium, och familjen orkidéer. Inga underarter finns listade i Catalogue of Life.